# 坐剤

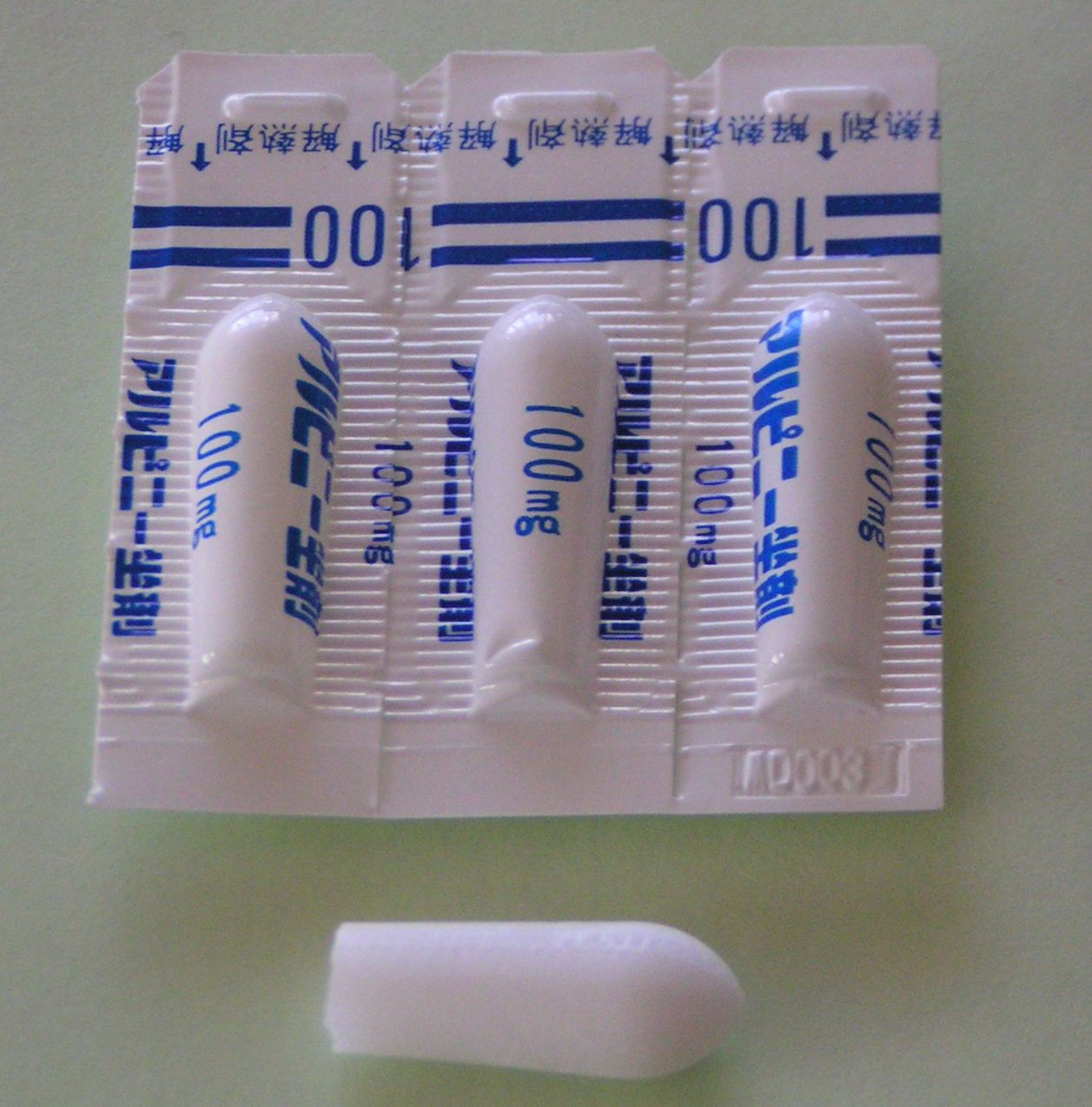
アルピニー®坐剤。

坐剤（ざざい）、あるいは坐薬（ざやく）とは肛門や膣に挿入して用いる医薬品の製剤である。医薬品を基剤に均等に混和して一定の形状に成型して、肛門または膣に適用する半固形の外用剤で、体温により溶けるか、軟化するか、又は分泌液で徐々に溶けるもしくは分散されるものと定義されている。
通常、油脂性基剤、親水性基剤を基剤とし、必要ならば乳化剤、懸濁化剤などを加え、これに有効成分を加え、混和して均等にした後、適当な形状に固化・成形する。溶解法、冷圧法、手工法によって調製される。
本来「坐」の文字を使うが、常用漢字表に掲載されていないため、「座」の文字を使い座剤、あるいは座薬と書かれることもある。英語では suppository といい、下に (sup) 置く (positoria) という言葉から来ている。

## 種類

### 適用部位による分類
肛門坐剤
痔疾用など局所作用を目的するものと、解熱鎮痛消炎剤のように全身作用を目的とするものがある。形状は、挿入しやすい紡錘形のものが多く、重量1 - 3グラム、長さ3 - 4センチメートルほどである。
膣坐剤
トリコモナスやカンジダ症の治療など局所効果を目的とするものと、プロゲステロンなどの経口投与では分解されやすい黄体ホルモン製剤がある。形状は、過去には卵形の大きなものもあったが、現在流通しているものは肛門坐剤と変わらない形状のものが多い。
尿道坐剤
MUSE(Medical Urethra System)医療用尿道システムと呼ばれ、アルプロスタジルを主成分とするED治療薬がある。バイアグラなどの内服薬で効果が無い場合に使用される。日本では未承認薬で販売されていない。

### 基剤による分類
基剤には、常温では固体であって、直腸内などで速やかに融解し、有効成分を放出するものが求められる。また、適用部位への刺激がないこと、アレルゲンとならないことも重要である。
疎水性基剤（油脂性基剤）
体温で10分程度で融解するもので、主にカカオ脂、ウイテプゾール、ハードファットなどが用いられる。基剤による粘膜保護効果も期待でき、主に局所用に用いられる。本基剤を用いたものは、夏期の高温時には軟化したり酸敗したりするので冷暗所に保存する必要がある。有効成分は水溶性で、アセトアミノフェン（アンヒバ、アルピニー）、インドメタシン（インテバン）、ジクロフェナクナトリウム（ボルタレン）、など。
親水性基剤（水溶性基剤）
体液を吸収して溶解するもの。このため疎水性基剤より速やかに有効成分を放出することができ、主に全身用の坐薬に用いられる。また、疎水性基剤より融点の高いものが使われるため、冷所保存の必要がない。主にポリエチレングリコール（マクロゴール、カーボワックス）やグリセロゼラチンが用いられる。また、疎水性基剤と乳化したものが用いられることもある。有効成分は脂溶性で、ジアゼパム（ダイアップ）、ドンペリドン（ナウゼリン）など。
2剤以上を併用する場合の注意
脂溶性の有効成分の吸収が妨げられるため、水溶性基剤の坐剤を先に挿入し、少なくとも30分以上空けてから、油脂性基剤の坐剤を挿入すべきである。

## 全身用坐剤

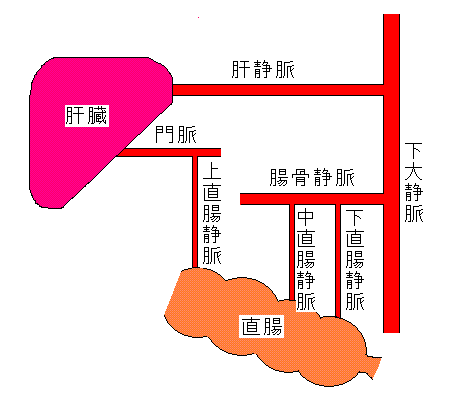
坐剤が直腸から静脈に吸収される経路。

肛門坐剤の中には、全身作用を目的とするものがある。
坐剤を用いる利点としては次のようなことがあげられる。
- 直腸下部から吸収された場合、門脈を通らずに全身血流にはいるため、肝臓の代謝の影響を受けることが少ない（初回通過効果を受けない）。また、経口投与と比べ消化管を移動する時間が短く、全身血流に到達するまでの時間が短いため、効果発現時間も速い。
- 消化管を通過しないため、消化酵素や腸内細菌の影響を受けることが少ない。
- 胃腸を直接刺激しないので胃腸障害が少ない。食事の影響を受けず、いつでも利用できる。
- 乳幼児や、嚥下障害のある者、痙攣や嘔吐を起こしている患者など、経口投与が困難な者にも投与できる。
- 味や臭いが気にならない。

## 類似の製剤
- 膣錠（膣坐剤）
- 注入軟膏